# Műsorújság
A műsorújság az adott helyen elérhető televízió- és rádiócsatornák műsorait jellemzően napi bontásban közreadó sajtótermék.
Magyarországon az első rádióműsor-közlő lap 1924. május 24-én jelent meg Magyar Rádió Ujság címen, képes rádió szaklap alcímmel, a Budapesti Hírlap Rt. kiadásában. Miután a folyóirat szerkesztését átvette a Magyar Elektrotechnikai Egyesület, a kiadását pedig a Rádió Újság Lapvállalat, 1929. szeptember 26-ától Rádió Újság címen jelent meg. A 21. évfolyam utolsó száma 1944. május 19-én került az utcára. Felelős szerkesztője Laszgallner Ernő volt.
1929. szeptember 28-án jelent meg először a Rádióélet, utolsó száma pedig 1944. december 15-én (16. évfolyam). Az újság főszerkesztője hosszú időn át Zilahy Lajos és Csizmadia László volt.
A második világháború alatt jelent meg először a Magyar Rádió Újság képes rádióműsoros technikai hetilap (1944. május 29. – 1944. december 15.). Összesen 30 szám került az utcára. A felelős szerkesztői feladatot Petyke Mihály töltötte be.
A második világháborút követően 1945. november 16-án jelent meg ismét műsorújság Magyar Rádió címen, egészen 1956. október 21-ig adták ki. ISSN 0200-0423. Szerkesztői között Havas Rezső és Szilágyi Ödönt találjuk. 1949. szeptember 17-től Lévai Béla lett az újság felelős szerkesztője (31 éven keresztül), személye az állandóságot jelentette a műsorújság-szerkesztés területén. 1980. november 18-ig töltötte be ezt a szerepet ennel a lapnál és utódlapjainál is. Személye megkerülhetetlen a magyar televíziózás történetének kutatói számára, hiszen számos könyvet adott ki a témában.
1956. október 29-től 1957. december 16 között nem jelent meg műsorújság (3 lapszám maradt ki).
A Rádió Újságot, a Magyar Rádió hetilapját Lévai Béla szerkesztésében 1956. december 17-étől ismerte meg a lakosság. (ISSN 0200-0415). Az utolsó szám a 2. évfolyam 42. száma volt 1957. október 27-én. Ezt a Magyar Televízió adásának elindulásával, 1957. október 29-én átnevezték Rádió- és Televízióújságra, amely alcíme szerint a Magyar Rádió és Televízió hetilapja volt (számozása folytatta az előzőt, így ezen a néven először a 2. évfolyam 43. szám jelent meg, igaz akkor még „Rádió és Televízió Ujság” felirattal, amely később változott. Az „rtv – rádió- és televízióújság” ikonikus csupa kisbetűs felirattal az 1970. év első számától jelent meg). Szerkesztője továbbra is Lévai Béla volt (ISSN 0481-6048). Melléklete Az RTV-újság Kalendáriuma, a Rádió- és Televízióújság külön-kiadványa 1985-1989 között évente jelent meg Boros János szerkesztésében (ISSN 0324-2080). A Rádió- és Televízióújság 1998. február 9-étől Rtv Részletes címmel, a Magyar Rádió Rt. műsormagazinja megjelöléssel jelent meg (ISSN 1418-3544). (Ekkortól kezdve bukkantak fel konkurenciaként a hazai sajtótermékek piacán az egyszerűbb és olcsóbb, monokróm nyomtatású televízió újságok.) 2012-től már az MTVA adta ki, majd 2015 júliusában a Magyar Rádió is megszűnt mint intézmény. Szerkesztője Aradi Varga Imre lett.2000-ben évfolyamszámozást tévesztet, a továbbiakban ezt folytatta (2001).
Az szélessávú internet szolgáltatások ezredforduló óta tartó tömeges elterjedése következtében lecsökkent jelentőségű hetilap kiadója 2011. augusztus 15-től (33. szám) a Médiaszolgáltatás-támogató és Vagyonkezelő Alap, 2014. május 12-től (20. szám) MTVA Kiadói Kft. lett. 
2018. január 15-től kezdve az MTVA Kiadói Kft., az RTV Részletes és a Telehold című műsorújságokat (2. szám) egy tollvonással megszüntette. A Telehold és az RTV Részletes utolsó lapszámának harmadik oldalán Szerkesztőség aláírással a lap megszűnését érdemben nem indokolták, rendkívül egyszerűen magától értendően mindössze azt írták: van, hogy a kedvenc televíziós sorozatunk, bármennyire is szeretjük, előbb-utóbb véget ér, most azonban nem egy tévéműsorral történik ez, hanem a műsorújsággal. A két lap kiadásának megszüntetésére a közmédia alaptevékenységére történő fókuszálás és a felelős gazdálkodás érdekében került sor a kiadó közleménye szerint.
Az újságért két befektetői csoport is érdeklődött, de eladás helyett megszüntették a lapot.
Az RTV Részletes nagy múltú, igényes magazin volt, nem maradt olyan versenytársa a műsormagazinok között, ami a közmédia csatornáit ilyen részletességgel bemutatná, sőt a Magyar Rádió műsorát jelen pillanatban egyetlen nyomtatott műsorújság sem közli.
Egyéb műsorújságok
| Név                                                                      | Kezdő dátum   | Záró dátum           | ISSN      | Felelős szerkesztő/Kiadó                       | Megjegyzés                                                                                                   | Hivatkozás |
| ------------------------------------------------------------------------ | ------------- | -------------------- | --------- | ---------------------------------------------- | --- | ---------- |
| Telehold: a Magyar Távirati Iroda és a Magyar Posta műholdas műsorfüzete | 1988. június  | 2018. január 2. szám | 0238-714X | Marton János                                   | Első versenytárs. Műholdas programok legrészletesebb közlésére specializálódott. 31 évfolyam volt az utolsó. | [ 17 ]     |
| Tvr-hét                                                                  | 1989. október | folyamatos           | 0864-9251 | Kaposi Kis István/ Axel Springer Budapest Kft. | | [ 18 ]     |
| Színes RTV: rádió- és televízióújság                                     | 1993          | folyamatos           | 1217-4211 | Brassai-Sipos András                           | | [ 19 ]     |
|                                                                          |               |                      |           |                                                | |            |